# Сліпа зона
Сліпа зона (англ. Blindspot) — американський телесеріал, створений Мартіном Джеро. Головні ролі виконують Салліван Степлтон та Джеймі Александер. 
Прем'єра першого сезону відбулась 21 вересня 2015 року, показ же другого сезону стартував 14 вересня 2016 року.  10 травня 2017 року телеканал NBC продовжив серіал на третій сезон, який вийшов 27 жовтня 2017 року. 10 травня 2019 року серіал продовжили на 5 сезон який стане останнім, який буде складатися з 11 епізодів. Прем'єра 5 сезону відбулася 30 квітня 2020 року.

## Синопсис
Серіал фокусується на загадковій жінці з татуюваннями, яку ФБР знаходить оголеною всередині дорожньої сумки на Таймс-сквер. Вона не згадує власного минулого чи особистості. Вони виявляють, що її татуювання містять підказки про злочини, які їм доведеться розкрити.

## Сезони
| Сезон | Епізоди | Епізоди | Оригінальний показ | Оригінальний показ |
| Сезон | Епізоди | Епізоди | Перший показ       | Останній показ     |
| ----- | ------- | ------- | ------------------ | ------------------ |
| 1     | 23      | 23      | 21 вересня 2015    | 23 травня 2016     |
| 2     | 22      | 22      | 14 вересня 2016    | 17 травня 2017     |
| 3     | 22      | 22      | 27 жовтня 2017     | 18 травня 2018     |
| 4     | 22      | 22      | 12 жовтня 2018     | 31 травня 2019     |
| 5     | 11      | 11      | 7 травня 2020      | 23 липня 2020      |

## Головний акторський склад
- Салліван Степлтон — агент ФБР Курт Веллер;
- Джеймі Александер — Еліс «Ремі» Крюгер / Джейн Доу;
- Роб Браун — агент ФБР Едгар Рід, член команди Веллера;
- Одрі Еспарза — агент ФБР Наташа «Таша» Запата, член команди Веллера;
- Ешлі Джонсон — агент Патерсон, керівник відділу криміналістики в ФБР;
- Аквелі Роач — доктор Роберт Борден, психіатр у ФБР;
- Меріанн Жан-Батист (1 сезон) — Бетані Мейфер, заступник директора ФБР, відповідальна за команду Веллера;
- Арчі Панджабі (2 сезон) — Нас Камал, секретний агент АНБ;
- Люк Мітчелл — Ієн «Роман» Крюгер, брат Еліс, член терористичної організації «Сендсторм»;
- Мішель Герд — Еллен «Шеферд» Бріггз, прийомна матір Еліс та Романа, лідер терористичної організації «Сендсторм»;
- Мері Елізабет Мастрантоніо (4-5 сезони) — Медлен Берк;

## Сприйняття
У загальному серіал отримав позитивну оцінку критиків. На вебсайті Rotten Tomatoes серіал здобув 68 % свіжості, на основі 59 оглядів з рейтингом 6.3/10. На вебсайті Metacritic серіал отримав оцінку 65 зі 100 (всього 32 критичні огляди).